# Agustina Albertario
Agustina Albertario (Adrogué, 1 januari 1993) is een Argentijns hockeyspeelster.
Albertario won voor het eerst goud tijdens de Pan-Amerikaans kampioenschap hockey vrouwen 2013 met de Argentijnse hockeyvrouwenploeg. Daarnaast heeft ze ook de World League 2014-15 gewonnen en ze behaalde brons bij het wereldkampioenschap hockey vrouwen 2014.

## Erelijst
- 2014 –  WK hockey te Den Haag (Ned)
- 2015 –  Pan-Amerikaanse Spelen te Toronto (Can)
- 2015 –  Hockey World League te Rosario (Arg)